# James Ewell Brown Stuart

JEB Stuart và đoàn kỵ binh

James Ewell Brown Stuart (6 tháng 2 năm 1833 – 12 tháng 5 năm 1864) người Virginia, là sĩ quan chỉ huy, lên đến chức đại tướng của quân đội Liên minh miền Nam thời Nội chiến Hoa Kỳ.
Ông có biệt tài chỉ huy kỵ binh, chuyên thám thính và tấn công trực diện. Stuart được tướng chỉ huy miền Nam Robert E. Lee trọng dụng, coi ông như tai và mắt của mình trong những cuộc chiến. Ông thường nêu cao hình ảnh kỵ sĩ, mang khăn choàng xám, sọc đỏ, dây chéo vàng, đội mũ nghiêng có lông công, bông đỏ trên cổ áo và... xức dầu thơm. Với khí phách hào hùng và quân phục chững chạc, Stuart cũng làm tăng tinh thần quân lính mỗi khi ông hành quân.
Stuart bị bắn trọng thương trong trận Yellow Tavern, và chết ngày hôm sau, khi ông mới 31 tuổi.